# Mint Records
Mint Records es una compañía discográfica independiente con sede en Vancouver, British Columbia, Canadá. Fundada en enero de 1991 por Randy Iwata y Bill Baker.
Randy Iwata y Bill Baker comenzaron a trabajar juntos en la emisora de radio CITR-FM, en el campus de la Universidad de Columbia Británica. Tres años después de graduarse, dejaron la radio para fundar el sello discográfico Mint Records, con la intención de dar salida a la nueva música que se estaba creando en la ciudad.

## Historia
Desde su creación en 1991, Mint Records ha realizado más de 150 lanzamientos discográficos. La mayoría de su catálogo está disponible para la venta a través de su página web, así como en MapleMusic Recordings. Uno de sus primeros éxitos llegó con el grupo cub, quienes, junto a bandas como Bunnygrunt y Maow, contribuyeron a crear el estilo indie pop conocido como cuddlecore.
A finales de los años 90, el sello se vio seriamente afectado por la crisis financiera y por la quiebra de la compañía distribuidora Cargo Records, motivo por el cual, la banda Gob que acababa de publicar el álbum Too Late... No Friends abandonó Mint para firmar con la discográfica rival, Nettwerk.
Mint consiguió a principios de la década de 2000 un notable éxito con Neko Case y The New Pornographers.
En 1998, el álbum Get Outta Dodge de la banda Huevos Rancheros fue nominado a los premios Juno en la categoría de mejor álbum del año en la escena del rock alternativo, y en 2001, el álbum Mass Romantic de The New Pornographers ganó el Juno en la misma categoría. Mass Romantic alcanzó la posición número 17 en la encuesta Pazz & Jop de 2001 del Village Voice, y más tarde fue incluido en la lista de los 100 mejores álbumes de Indie Rock de la revista Blender en la posición 24.
El álbum Electric Version de The New Pornographers alcanzó la posición número 7 en la encuesta Pazz & Jop del Village Voice en 2003. En 2009, se posicionó en el puesto 79 de la lista de mejores álbumes de la década según la revista Rolling Stone. El álbum Twin Cinema de The New Pornographers fue votado en 2005 en el puesto 9 de la encuesta Pazz & Jop, y PopMatters lo elevó al número 1 del ranking de la mejor música del año. Fue seleccionado para los Polaris Music Prize en 2006, mientras que Pitchfork Media posicionó a Twin Cinema en el número 150 de su lista Top 200 Albums of the 2000s.
En octubre de 2006, conjuntamente con la revista Exclaim! y la emisora CBC Radio 3, Mint Records organizó la gira canadiense "Exclaim! Mint Road Show!" con The New Pornographers como cabezas de cartel, junto a las bandas Immaculate Machine y Novillero.
En 2010, el álbum Let's Just Stay Here de Carolyn Mark y NQ Arbuckle fue nominado a los Premios Juno en la categoría de mejor álbum del año de música tradicional.
En 2011, Kaitlin Fontana publicó el libro Fresh at Twenty: The Oral History of Mint Records sobre la historia del sello discográfico.

## Bandas asociadas al sello
- Atomic 7
- The Awkward Stage
- Bella[24]
- The Buttless Chaps[25]
- The Choir Practice
- The Corn Sisters
- cub
- Duotang
- gob
- The Groovie Ghoulies
- The Handsome Family
- The Hanson Brothers
- Hot Panda
- Huevos Rancheros
- I Am Spoonbender
- Immaculate Machine
- Kellarissa
- Lou Barlow
- Maow
- The Mr. T Experience
- Neko Case[26]
- The New Pornographers
- Novillero
- The Organ[27]
- P:ano
- The Pack A.D.
- Pansy Division
- Pluto
- The Sadies
- The Smugglers
- Volumizer
- Windwalker
- Young and Sexy